# Olmet
Olmet ist ein Ort und eine zentralfranzösische Gemeinde (commune) mit 180 Einwohnern (Stand 1. Januar 2022) im Département Puy-de-Dôme in der Region Auvergne-Rhône-Alpes (vor 2016 Auvergne). Die Gemeinde gehört zum Arrondissement Thiers und zum Kanton Les Monts du Livradois (bis 2015 Courpière). 

## Lage
Olmet liegt etwa 41 Kilometer ostsüdöstlich von Clermont-Ferrand. Das Flüsschen Gérize verläuft an der südöstlichen Gemeindegrenze und wechselt auf einer schmalen Landzunge auf die westliche Seite. Umgeben wird Olmet von den Nachbargemeinden Augerolles im Norden und Westen, La Renaudie im Osten und Nordosten, Le Brugeron im Osten, Marat im Süden und Südosten sowie Olliergues im Süden und Südwesten.

## Bevölkerungsentwicklung
| Jahr                       | 1962 | 1968 | 1975 | 1982 | 1990 | 1999 | 2008 | 2013 |
| Einwohner                  | 258  | 231  | 171  | 146  | 144  | 137  | 138  | 153  |
| Quellen: Cassini und INSEE |      |      |      |      |      |      |      |      |

## Sehenswürdigkeiten
- Kirche Saint-Jean-Baptiste
- Burgruine La Faye, Anfang des 13. Jahrhunderts erbaut

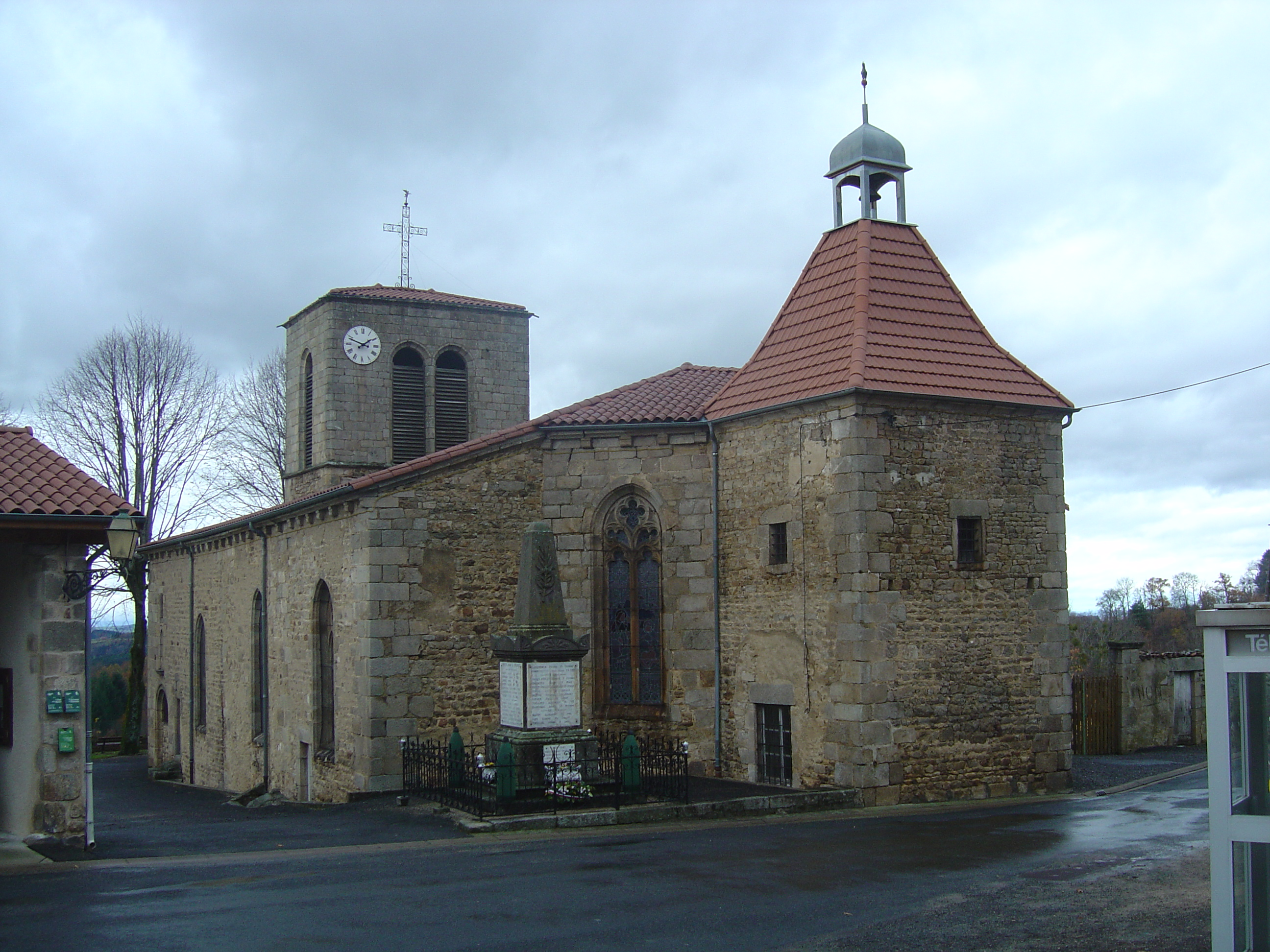
Kirche Saint-Jean-Baptiste
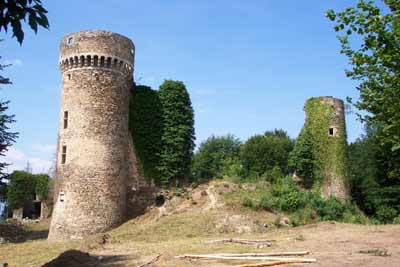
Burgruine La Faye